# Schlotfeld
Schlotfeld è un comune tedesco del circondario di Steinburg, nella regione dello Schleswig-Holstein. Ha circa 230 abitanti.